# Municipio de Richfield (Dakota del Sur)
El municipio de Richfield (en inglés, Richfield Township) es una subdivisión territorial del condado de Spink, Dakota del Sur, Estados Unidos. Según el censo de 2020, tiene una población de 26 habitantes.
Abarca una zona exclusivamente rural.

## Geografía
Está ubicado en las coordenadas 44°50′57″N 98°1′41″O / 44.84917, -98.02806. Según la Oficina del Censo de los Estados Unidos, tiene una superficie total de 92,48 km², de la cual 92,39 km² corresponden a tierra firme y 0,09 km² es agua.

## Demografía
Según el censo de 2020, hay 26 personas residiendo en la zona. La densidad de población es de 0,28 hab./km². El 96.15 % de los habitantes son blancos y el 3.85% es de otra raza. Del total de la población, el 3.85 % es hispano o latino.